# Norman Bates
Pour les articles homonymes, voir Bates.
Norman Bates est un personnage de fiction créé par l'auteur américain Robert Bloch dans son roman Psychose (Psycho), publié en 1959,. Il est inspiré du personnage réel d'Ed Gein. Il est interprété par Anthony Perkins dans le film d'Alfred Hitchcock Psychose, sorti en 1960, il est également interprété par Vince Vaughn dans la version de 1998 et par Freddie Highmore dans la série télévisée Bates Motel (2013-2017).

## Biographie fictive
Norman Bates a passé presque l'ensemble de sa vie dans le motel de sa mère Norma. Il était horriblement maltraité par celle-ci, qui le rabaissait et le tenait éloigné des femmes et de la sexualité. Un jour, Norma rencontra un homme qui allait devenir son amant, ce qui rendit Norman fou de jalousie et de haine. Il les empoisonna tous les deux avec de la strychnine. Mais ce meurtre n'a fait qu'augmenter l'influence qu'avait sa mère sur lui. Il garde le corps qu'il empaille et conserve dans la maison près de l'hôtel. Il se met progressivement à parler à sa place, à devenir comme elle, et même s'habiller comme elle. Mais ayant hérité du motel qu'il doit gérer seul, Bates redevient normal quand il accueille les clients, à qui il maintient l'illusion de vivre avec sa mère. Et dès qu'une infortunée cliente plaît à Norman, sa mère devient folle de jalousie et finit par la tuer. Bates doit désormais vivre avec sa folie meurtrière et tous ceux qui s'arrêteront à son motel auront de la chance s'ils en ressortent vivants.
Alors qu'il a déjà tué deux femmes dont il a jeté les corps dans le marais près du motel, Marion Crane fait halte chez Bates après avoir volé une grosse somme d'argent. Norman l'accueille très bien et on sent qu'il est attiré par elle. Cela déplaît fortement à sa mère, qui vient tuer Marion sous sa douche. Norman se débarrasse du corps comme des précédents. Arbogast, un détective à la recherche de Marion, vient au motel pour poser des questions à Bates. Norman fait tout pour garder sa mère calme et cacher la vérité au policier, mais quand celui-ci entre dans la maison familiale, Norman le tue. Arrivent ensuite Sam Loomis, le petit ami de Marion, et la sœur de celle-ci, Lila. Ils finissent par découvrir la vérité et font arrêter Norman avant qu'il ne les tue. Il est envoyé dans un asile, et est alors entièrement devenu Norma, sa mère.
Dans Psychose 2, Norman Bates est déclaré guéri de sa folie et rentre chez lui, après avoir passé 22 ans dans un asile psychiatrique. Toutefois, Lila Loomis, la sœur de Marion Crane, veut le faire enfermer à nouveau. Aidée de sa fille Mary, elle met alors en scène des apparitions de Norma et envoient des messages mystérieux à Norman, lui faisant croire qu'ils viennent de sa mère. Petit à petit, Norman perd à nouveau la raison.
De nouveaux meurtres ont alors lieu et s'avèrent être l’œuvre d'Emma Spool, une collègue de Norman, qui révèle à ce dernier qu'elle est sa véritable mère. Emma assassine alors Lila. Mary, suspectée du meurtre de sa mère, est ensuite abattue par la police. Emma est finalement tuée par Norman, qui embaume son corps et retrouve la personnalité de sa mère.
Dans Psychose 3, Norman continue de lutter contre la domination de sa mère, sans succès. Il rencontre alors Maureen Coyle et tombe amoureux d'elle, mais finit par la tuer, sous l'influence de sa mère. Tracy Venable, une journaliste intéressée par le cas de Norman, découvre alors que Spool était en fait la tante de Norman - la sœur de Norma Bates - qui était amoureuse du père de Norman et l'a tué lorsqu'il a choisi Norma à sa place. Elle a ensuite kidnappé Norman, alors encore petit, croyant qu'il était son fils, mais a été arrêtée et internée, laissant sa sœur élever l'enfant.
Norman, toujours guidée par sa mère, tente de tuer la journaliste, mais cette dernière finit par le convaincre de la véracité des faits. Il détruit alors le corps d'Emma et est arrêté une nouvelle fois.
Dans Psychose 4, qui se déroule quatre ans plus tard, Norman ressort de l'asile, considéré guéri par le juge. Il y a rencontré une infirmière, Connie, avec qui il s'est marié. Lorsqu'elle tombe enceinte, Norman commence à craindre que l'enfant ne devienne aussi fou que lui. Il invite alors Connie dans son ancienne maison et tente de la tuer, mais cette dernière parvient à le raisonner. Norman brûle alors son ancienne demeure, effaçant les souvenirs de son passé. Il repart ensuite avec Connie, ce qui indique qu'il est peut-être définitivement guéri.

## Biographie alternative
Dans la série Bates Motel, une préquelle à Psychose, Norman a 17 ans. Dans cette série, il vit dans l'Arizona avec sa mère Norma et son père Sam Bates, homme violent et abusif. Norman tue son père dans un accès de rage afin de protéger Norma, mais n'en garde aucun souvenir. Pour sauver son fils, Norma maquille le meurtre en accident domestique. Norman a également un demi-frère appelé Dylan Massett, issu d'un premier mariage de sa mère. Ce dernier n'est pas très proche de lui et vit loin de sa mère.
Après le décès de Sam, Norma, désormais veuve, déménage dans la ville de White Pine Bay, dans l'Oregon, faisant l'acquisition du motel représentatif de la saga. Norman est perturbé à cause de la possessivité excessive de sa mère a du mal à se mélanger aux autres, mais devient tout de même ami avec une adolescente malade appelée Emma Decody, dont le père enseigne sa passion à Norman: la taxidermie. Norman perd sa virginité avec Bradley Martin, une bimbo du lycée, qui n'a pas de réels sentiments pour lui. Il a également une attirance pour sa professeur, Blair Watson, qu'il tue sans en avoir aucun souvenir. Dylan s'installe également dans l'Oregon et, malgré des débuts difficiles, se rapproche de Norma, provoquant la jalousie de Norman.
Il entame ensuite une relation avec Cody Brennen, une adolescente qui se fait battre par son père alcoolique. Norman tue ce dernier par accident en voulant la protéger, ce qui pousse Cody à quitter la ville. Norman s'enfonce encore plus dans la folie, croyant dur comme fer que sa mère a tué Blair Watson pour le protéger. Lors d'une crise de démence, il s'habille comme sa mère sous les yeux terrifiés de son frère. Il tue également Bradley, qui l'avait convaincu de quitter la ville avec elle pour s'éloigner de sa mère, mais pense qu'il s'agit de l’œuvre de sa mère.
Norman sombre de plus en plus dans la folie, si bien que sa mère veut l'interner dans un hôpital psychiatrique pour le soigner. Norman accepte difficilement et entame une thérapie le Dr Gregg Edwards, qui finit par comprendre que Norman accumule plusieurs personnalités, se prenant pour sa mère. Malgré tout, Norma reprend son fils chez elle et lui présente son nouvel époux, Alex Romero, shérif de White Pine Bay, qui est souvent venu en aide aux Bates depuis leur installation. Norman n'accepte pas du tout le mariage et demande à Norma de divorcer, ce qu'elle refuse, étant réellement amoureuse d'Alex. Le jeune homme finit par tuer Norma, tentant également de se suicider avec elle. L'intervention d'Alex le sauve toutefois, le laissant désormais seul au monde. Il ne préviend même pas Dylan, installé entre-temps installé à Seattle avec Emma, et coupe les ponts avec lui.
Dans la saison 5, Norman, seul depuis deux ans, continue de gérer son motel. Il pense que sa mère est toujours vivante (ayant caché son corps dans son sous-sol) et se prend régulièrement pour elle, enfilant ses vêtements et se coiffant d'une perruque. Il s'éprend également de Madeleine Loomis, une jeune commerçante ressemblant beaucoup à Norma. Cette dernière est mariée à Sam Loomis, homme d'affaires travaillant souvent à Seattle, qui la trompe avec Marion Crane (qui ignore que Sam est marié). Comme dans l’œuvre originale, Marion vole une grosse somme d'argent, va à White Pine Bay pour retrouver Sam et s'arrête au motel de Norman. Dans cette version, Marion découvre le mensonge de Sam et quitte le motel saine et sauve. Madeleine apprend la liaison de son mari et le met à la porte. Sans nulle part où aller, Sam Loomis s'arrête au motel et est assassiné dans sa douche par Norman, sous l'influence de sa mère. Le jeune homme se dénonce ensuite à la police, ne supportant plus cette vie de meurtres. Pour le protéger, la personnalité de Norma prend totalement le contrôle et tente de s'en sortir. Dylan le retrouve et lui conseille de plaider la folie, pour ne pas encourir la peine capitale.
Norman est ensuite sorti de prison par Romero, voulant retrouver le corps de Norma et la venger. Échappant à la vigilance du shérif, Norman rentre chez lui et plonge définitivement dans la folie, exposant le corps de Norma comme une personne vivante. Il est retrouvé et abattu par Dylan, alors qu'il tentait de le poignarder. Son corps, ainsi que celui de Norma sont ensuite enterrés à White Pine Bay côte à côte.
Des personnages inédits aux romans sont introduits au fur et à mesure que la série évolue tels que : 
- Dylan Massett : demi-frère de Norman qui tente de le libérer de l'influence de sa mère.
- Emma Decody : une jeune fille de 18 ans souffrant de mucoviscidose, une maladie génétique rare affectant entre autres ses poumons. Elle développera des sentiments envers Norman.
- Caleb Calhoun : frère de Norma Bates et père incestueux de Dylan (Norma se confie sur la relation qu'elle a entretenu avec son frère pendant des années, quand elle lui annonce qu'elle le quitte il la viole et elle tombe enceinte de Dylan ).
- Bradley Martin : jeune fille pour laquelle Norman éprouvait des sentiments, qui furent un moment réciproques. Elle a perdu son père peu après sa rencontre avec Norman.

Il convient également de noter que contrairement aux films et aux livres, la cruauté de Norma envers son fils est ici remplacée par une jalousie paranoïaque envers l'entourage de ce dernier.

## Description

### Physique
Dans le roman de Bloch, Norman Bates est un homme de 40 ans à lunettes, gras, casanier, alcoolique et fumeur. Le scénariste de Psychose, Joseph Stefano, le trouvait beaucoup trop antipathique. Il l'a donc changé en un jeune homme de 20 ans sombre, vulnérable et attirant. Hitchcock disait qu'ainsi, le public ne le verrait pas comme un « méchant » et se mettrait de son côté.

### Personnalité
Norman Bates est atteint de dédoublement de la personnalité. Après son matricide, il a développé trois personnalités distinctes qui partagent le même corps.
- Norman : Il est comme un petit garçon, timide et renfermé sur lui-même. Totalement soumis à la tyrannie de Norma, sa mère, il fait tout pour lui éviter la prison et l'asile. Même s'il lui résiste parfois, il se sent impuissant sans elle. Il est très intéressé par les femmes, mais il sait que ces pulsions rendent sa mère furieuse.
- Norma : La personnalité la plus dangereuse. Mère de Norman, elle est agressive, impitoyable et tyrannique. Elle veut garder son fils à son service pour toujours, et donc tue tous ceux qui se mettent entre eux, notamment les jeunes femmes. Quand il revêt cette personnalité, Bates s'habille avec les vêtements de sa mère et une perruque, et imite sa voix criarde. Son arme préférée est un couteau de boucher.
- Normal : La personnalité la plus adulte de Bates. Il gère le motel seul et maintient la paix entre les deux autres personnalités, même s'il ne peut contenir la folie de Norma. Un peu gauche, il est cependant très poli et docile, même séduisant dans les films.

La voix de la mère de Norman Bates est « métempsychotique » : elle fait entendre sa voix à travers le corps de son fils. Norman étant psychotique, il fusionne avec le désir de sa mère, avec qui il entretient une relation ambivalente d'amour-haine. Chaque meurtre peut être perçu comme un matricide inconscient. Dans le roman Norman Bates change de personnalité pour devenir sa « mère » une fois qu'il est ivre, dans le film il reste sobre.

## Œuvres où le personnage apparaît

### Romans
- Psychose (Psycho, Robert Bloch, 1959)
- Psychose 2 (Psycho 2, Robert Bloch, 1988)
- Psychose 3 (Psycho House, Robert Bloch, 1990)
- Psycho Sanatorium (Psycho Sanitarium, Chet Williamson, 2016)

### Films
- Psychose (Psycho, Alfred Hitchcock, 1960) avec Anthony Perkins
- Psychose 2 (Psycho II, Richard Franklin, 1983) avec Anthony Perkins
- Psychose 3 (Psycho III, Anthony Perkins, 1986) avec Anthony Perkins
- Psycho (Psycho, Gus Van Sant, 1998) avec Vince Vaughn

### Téléfilms
- Bates Motel (Bates Motel, Richard Rothstein, 1987) avec Kurt Paul
- Psychose 4 (Psycho IV: The Beginning, Mick Garris, 1990) avec Henry Thomas (adolescent), Anthony Perkins

### Série télévisée
- Bates Motel (Bates Motel, Carlton Cuse, depuis 2013 sur A&E Network) avec Freddie Highmore dans le rôle de Norman Bates, Vera Farmiga dans celui de Norma Bates, sa mère, et Max Thieriot dans celui de Dylan Masset, son demi-frère.
- Raising Hope : Saison 4 épisode 7, l'épisode est centré sur le film fenêtre sur cour. On peut voir à la fin de l'épisode l'acteur Michael Robert Oliver jouer le rôle de Norman Bates.